# مزدان (نهم)

تعديل مصدري - تعديل

مزدان هي إحدى قرى عزلة الحنشات بمديرية نهم التابعة لمحافظة صنعاء، بلغ تعداد سكانها 18 نسمة حسب تعداد اليمن لعام 2004.